# Heptanal
Heptanal – organiczny związek chemiczny z grupy aldehydów. Jest to siódmy aldehyd w szeregu homologicznym. Jest bezbarwną cieczą, z wodą tworzy azeotrop.

## Zastosowanie
Stosowany jest przede wszystkim do produkcji aldehydu α-amylocynamonowego (środka zapachowego stosowanego powszechnie w mydłach). Ponadto przekształcany jest w estry kwasu heptanowego (składniki smarów).

## Otrzymywanie
Na przemysłową skalę heptanal produkuje się przez pirolizę estrów kwasu rycynolowego lub przez katalityczną hydroformylację 1-heksenu.

Otrzymywanie heptanalu przez hydroformylację 1-heksenu